# Max Bernhauer
Maximilian Bernhauer (* 24. September 1866 in Müglitz, Mähren; † 13. März 1946 in Horn) war ein österreichischer Entomologe (Koleopterologe).

## Leben
Bernhauer ging in Olmütz zur Schule und studierte an der Universität Wien, an der er 1889 in Jura promoviert wurde. Danach war er Notar. Bis 1891 war er in Wien, dann in Stockerau und 1906 wurde er k. k. Notar in Grünburg in Oberösterreich. Ab 1912 war er in Horn.

## Werk
Durch Ludwig Ganglbauer kam er auf das Studium von Käfern und seine ersten beiden Arbeiten erschienen 1898. Er spezialisierte sich wie Ganglbauer auf das Studium der Kurzflügler (Staphylinidae). Anfangs bearbeitete er Arten der Paläarktis, später vor allem die Tropen (besonders Südamerika, Afrika). Er hatte weitgespannte, weltweite Kontakte zu Sammlern und Händlern, die ihm Exemplare zur Bestimmung zuschickten und erstbeschrieb 5251 Arten und 342 Gattungen. Die meisten sind noch valide, obwohl er selten Bilder in den Beschreibungen anführte und die Details zu wünschen übrig ließen, so dass die Überprüfung teilweise schwierig ist. Von ihm stammen 285 wissenschaftliche Veröffentlichungen.
Er befasste sich auch mit Kleinschmetterlingen. Er sammelte mit den befreundeten Entomologen Ganglbauer und Franz Spaeth besonders am Neusiedler See. Mit dem befreundeten Gottfried Luze reiste er zum Sammeln in Kärnten, den Krainer Alpen und dem Altvatergebirge. Außerdem bereiste er Tarvis, Grado, die Gegend von Horn, Helgoland und Sylt. Er war auch mit dem Gärtner, Sparkassenangestellten (in Steyr) Josef Petz (1866–1926) befreundet, einem bedeutenden Käfersammler mit dem er zeitweise (als Bernhauer noch in Grünburg wohnte) fast jedes Wochenende an den Ufern der Steyr oder den umgebenden Bergen sammelte.
Mit Otto Scheerpeltz erstellte er einen Katalog der Staphylinidae (als Teil von Wilhelm Junk und Sigmund Schenkling, Coleopterorum Catalogus), der 1926 erschien und 12.740 Arten umfasste (1932 von Scheerpeltz auf 19.900 Arten erweitert). Im Jahr 2000 waren etwa 45.000 Arten bekannt.
Seine Sammlung, damals eine der bedeutendsten Stapyliniden-Sammlungen der Welt, ist im Field Museum of Natural History in Chicago, wohin sie kurz nach dem Tod von Bernhauer durch Vermittlung von Rupert Wenzel kam.